# Pytalovo
Pytalovo (Russisch: Пыта́лово; 1925−1938 Jaunlatgale, letterlijk Nieuw-Letgallen; 1938–1945 Abrene) is een stad in Rusland. Ze maakt deel uit van de oblast Pskov en ligt op 102 km van de stad Pskov. De stad telde 6.806 inwoners bij de volkstelling van 2002. Van 1919 tot en met 1940 maakte Pytalova deel uit van de Republiek Letland. Destijds heette de stad Pytalovo nog Abrene.

## Etymologie
Er zijn verscheidene versies van de etymologie van Pytalovo. De naam kan afstammen van Lets "pie Tālavas" ("bij Tālava"). Anderen leidden het af van de Russische familienaam Пыталов (Pytalov), meer specifiek van een "luitenant Pytalov" die eigenaar van een plaatselijk landgoed was.
Een andere verklaring leidt het via volksetymologie af van het laatste deel van de Duitse en Letse naam: "gallen". "Gallen-veld" zou dan, mede door de aanwezigheid van een galg of galgenveld, geïnterpreteerd zijn als место пыток (mesto pytok - plaats van executies), wat dan later tot Пыталово verworden zou zijn.
Het Letse "abra" betekent trog of vochtige laagte en wordt vaak gebruikt in de naam van velden, weiden en bossen.

## Geschiedenis
Het dorp wordt onder zijn Russische benaming voor het eerst vermeld in een bron uit 1782; Pytalovo was toen een dorp op zes km van de bijna vervallen stad Vysjgorodok, met 13 boeren. In 1878 had het 57 inwoners (waaronder wellicht enkele Jiddisch-sprekende Joden) en behoorde het tot de oejezd (regio) Ostrov in het Gouvernement Pskov. Bij een "vijfde klas" station dat op de belangrijke spoorweglijn Sint-Petersburg - Warschau gebouwd werd, groeide dan een klein stadje.
Tijdens de Russische Burgeroorlog tussen Bolsjewieken en de Witten was het station strategisch erg belangrijk. Het treinstation van Pytalovo werd gebombardeerd door de met de Witten meevechtende Duitse luchtmacht.
Bij de Vrede van Riga in 1920 tussen Letland en de Russische Socialistische Federatieve Sovjetrepubliek werd Pytalovo een deel van Letland. In 1925 werd het hernoemd tot Jaunlatgale. In 1933 verkreeg Jaunlatgale de status van een stad en in 1938 werd de stad herdoopt tot Abrene. De meerderheid van de bevolking van het stadje was Russischtalig en Orthodox. In het rayon Abrene was echter 55% Lets en slechts 48% van de bevolking orthodox, tegen 38% katholieken en 12% lutheranen (zie ook Letgallen).
In 1940 werd Letland als Letse Socialistische Sovjetrepubliek een deelrepubliek van de Sovjet-Unie.
In 1944, na het verdrijven van het Duitse leger, hevelde de Sovjet-Unie Abrene en het Russisch-sprekende gedeelte van het rayon over naar de oblast Pskov. Een jaar later kreeg de stad haar vroegere naam "Pytalovo" terug. De Tweede Wereldoorlog en zijn nasleep, o.a. de gedwongen collectivisatie, de verhuizing van vele etnische Letten uit vrees voor of op bevel van Stalin, zorgden voor een ingrijpende wijziging van de bevolkingssamenstelling: in Pytalovo wonen sinds 1945 geen Joden en bijna geen Letten meer.
Aanvankelijk probeerde het in 1991 onafhankelijk geworden Letland nog de status van Pytalovo/Abrene te veranderen, maar kreeg daarvoor internationaal weinig steun. Een grensverdrag tussen Rusland en Letland werd aanvankelijk niet ondertekend, omdat Letland een zin in het verdrag had opgenomen waardoor Rusland eerst de onwettigheid van de annexatie van Letland in 1939 door de Sovjet-Unie zou moeten erkennen, wat gezien de aanwezigheid van vele etnische Russen in Letland en wegens het grensprobleem in en rond Pytalovo erg moeilijk lag voor Rusland. De Russische president Vladimir Poetin noemde in 2005 de houding van Letland in het zogenaamde Abrene-conflict dan ook strijdig met de geest van het nieuwe Europa. Poetin sloot zijn toespraak af met de ondertussen in Rusland en Letland beruchte uitdrukking "Letland zal nog eerder de oren van een dode ezel krijgen, dan Pytalovo.".
In 2007 liet Letland zijn aanspraken op het gebied varen en ondertekende een verdrag over het gebied met Rusland.

## Demografie
| 1959  | 1970  | 1979  | 1989  | 2002  |
| ----- | ----- | ----- | ----- | ----- |
| 3.500 | 4.100 | 5.400 | 7.166 | 6.806 |

## Bezienswaardigheden
Pytalovo ligt aan de rivier de Oetroja. Bezienswaardig zijn het modernistische treinstation, het postkantoor (beide uit het begin van de 20e eeuw) en het koopmanshuis Iljin (gebouwd in 1920). In de Pioniersstraat is een voor een groot deel uit hout bestaande Sint-Nicolaaskerkje uit 1931 te vinden, dat nu nog gebruikt wordt voor erediensten. Daarnaast is er in de Tsjechovstraat een lutherse kerk en een in 1986 gesticht museum gewijd aan de "Дружба народов" ("Vriendschap tussen de volkeren"). Pytalovo herbergt ook een kosmonautenmuseum.
Interessant zijn verder de dichtbijgelegen plaatsen Vysjgorodok, wegens zijn historische gebouwen (o.a. de kerk van de Heilige Martelaren Boris en Gleb), en Poestoje Voskresenje (wegens zijn kerk van de Nativiteit).

## Beroemde inwoners van Pytalovo
- Vasili Kononov, Letse partizaan van Russische afkomst
- Valentin Tsjernych, filmscenarioschrijver ("Moskou gelooft niet in tranen")